# Hans Hüttig

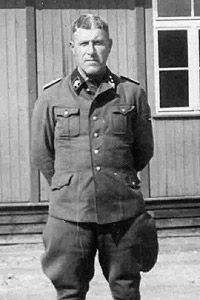
Hans Hüttig, hier SS-Hauptsturmführer

Hans Benno Hüttig (* 5. April 1894 in Dresden; † 23. Februar 1980 in Wachenheim an der Weinstraße) war ein deutscher SS-Führer und Kommandant der Konzentrationslager Natzweiler-Struthof und Herzogenbusch.

## Werdegang
Hans Hüttig, streng evangelisch erzogen, war der älteste Sohn eines Zimmermannes und verbrachte seine Kindheit in geordneten Verhältnissen in Dresden. Nach Beendigung seiner Vollzeitschulpflicht 1908 besuchte er eine Schule in Süddeutschland zur Vorbereitung auf einen einjährigen Militärdienst. Hüttig bestand dort 1911 jedoch nicht die Abschlussprüfung. Danach begann er eine Ausbildung als Drogist, die er 1913 abbrach. Anschließend arbeitete er zunächst in dem Fotoladen seines Vaters, den dieser mittlerweile aufgebaut hatte.

## Erster Weltkrieg – Soldat beim Ostafrikakorps
Ab März 1914 arbeitete er schließlich als Vertreter einer Firma im Bereich Import und Export in der Kolonie Deutsch-Ostafrika. Nach dem Ausbruch des Ersten Weltkrieges meldete sich Hüttig als Freiwilliger zum Deutschen Ostafrikakorps und stieg dort bis zum Rang eines Feldwebels auf. Nach einer schweren Verwundung im Dezember 1917 kam er in ein Militärlazarett, das kurz darauf von der britischen Armee eingenommen wurde. Hüttig geriet in Kriegsgefangenschaft und war nahe Kairo interniert.

## Zeit der Weimarer Republik
Hüttig kehrte 1920 nach Dresden zurück und arbeitete in diversen Firmen. Im Dezember 1921 erfolgte seine Heirat, aus der Anfang der 1930er Jahre geschiedenen Ehe gingen zwei Kinder hervor. Hüttig trat 1924 dem Stahlhelm bei und machte sich 1926 mit einem Fotoladen selbstständig, musste diesen aber infolge der Weltwirtschaftskrise bereits 1930 wieder aufgeben. Ab 1931 war Hüttig bei einem Meißener Luftbilddienst als Geschäftsführer tätig. Hüttig, der immer Offizier werden wollte, trat zum 1. Mai 1932 der NSDAP (Mitgliedsnummer 1.127.620) und im selben Jahr der SS bei (SS-Nummer 127.673). In der SS stieg Hüttig 1942 bis zum SS-Sturmbannführer auf.

## Zeit des Nationalsozialismus – Lagerdienst in Konzentrationslagern
Ab 1933 war Hüttig hauptamtlich bei der SS tätig und wurde zu den SS-Totenkopfverbänden versetzt. Ab 1933 gehörte Hüttig zur Wachmannschaft des KZ Sachsenburg, absolvierte 1935 einen Lehrgang im KZ Dachau, und wurde 1937 schließlich Zugführer im KZ Lichtenburg. 1938 wurde er Adjutant des damaligen Lagerkommandanten Karl Otto Koch im KZ Buchenwald und dort 1939 noch zweiter Schutzhaftlagerführer. Im Konzentrationslager Buchenwald soll Hüttig, genannt „Soldatenmax“, Häftlinge schwer misshandelt haben:
„Hauptsturmführer Hüttig sorgte ab und zu für Volksbelustigungen. Er ließ den ,Bock‘, eine Vorrichtung zur Durchführung von Prügelstrafen, ins Kleine Lager bringen, rückte selbst mit einer Anzahl von Blockführern an und ließ wahllos jedem zehnten Häftling 25 Stockhiebe verabreichen. In einem Falle, als ein Häftling die Schläge für seinen vom Los getroffenen Bruder übernehmen wollte, zeigte Hauptsturmführer Hüttig seine Anerkennung, indem er beide Brüder prügeln ließ.“
Hüttig wechselte 1939 als Adjutant des Lagerkommandanten ins KZ Flossenbürg und von dort 1940 als erster Schutzhaftlagerführer ins KZ Sachsenhausen. Am 17. April 1941 stieg Hüttig zum Lagerkommandanten des KZ Natzweiler-Struthof auf. Im Frühjahr 1942 wurde Hüttig zum Höheren SS- und Polizeiführer (HSSPF) nach Norwegen versetzt, wo er als Kommandant der Wachmannschaft des Polizeilagers Grini fungierte. Im Februar 1944 wurde Hüttig noch Lagerkommandant des KZ Herzogenbusch, nachdem der vorherige Lagerkommandant Adam Grünewald infolge des Bunkerdramas von Vught, das zehn weiblichen Häftlingen das Leben gekostet hatte, von diesem Posten entbunden worden war. Hüttig war bis zur Evakuierung des Konzentrationslagers Herzogenbusch Anfang September 1944 dessen Lagerkommandant. In diesem Zeitraum ließ Hüttig unter anderem die niederländischen Kapos gegen deutsche Funktionshäftlinge auswechseln und ergriff weitere Maßnahmen, um das Lager gegenüber der Außenwelt weitestgehend abzuschotten und Sabotage zu unterbinden. Zudem ließ Hüttig im Spätsommer 1944 450 Widerstandskämpfer beziehungsweise Polizeihäftlinge in Herzogenbusch erschießen. Von Herbst 1944 bis zum Ende des Zweiten Weltkrieges verrichtete Hüttig Dienst in einem Polizeirevier.

## Nach Kriegsende
Nach Kriegsende geriet Hüttig in alliierte Internierung. Er wurde am 2. Juli 1954 in Metz durch ein französisches Militärgericht zu lebenslanger Haft verurteilt. 1956 wurde Hüttig aus der Haft entlassen und führte ein unauffälliges Leben in Wachenheim bis zu seinem Tod im Jahr 1980. Am 8. März 1975 wurde Hüttig durch Tom Segev aufgespürt und interviewt. Hüttig gehörte neben Johannes Hassebroek und Wilhelm Gideon zu den drei noch lebenden KZ-Kommandanten, mit denen Segev Kontakt hatte.